# Fritz Meier
Fritz Meier (* 10. Juni 1912 in Basel; † 10. Juni 1998 in Dornach) war ein Schweizer Islamwissenschaftler, der grundlegende Forschungsbeiträge insbesondere zum Sufismus und zur persischen Dichtung verfasste.

## Leben
Fritz Meier wurde am 10. Juni 1912 in Basel geboren. Er wuchs in Gelterkinden im Kanton Baselland auf, besuchte zunächst die Bezirksschule in Böckten und wechselte dann auf das Humanistische Gymnasium nach Basel. 1932 immatrikulierte er sich an der Universität Basel für die Fächer Griechische Philologie, Semitistik und Assyriologie, wechselte aber schon bald zur Islamwissenschaft und wurde ein Schüler des Osmanisten und Historikers Rudolf Tschudi (1884–1960). 1936/37 promovierte er bei Tschudi mit einer Dissertation über Abū Isḥāq al-Kāzarūnī, einen islamischen Mystiker des 10./11. Jahrhunderts. Noch vor der Promotion hatte ihm sein Lehrer Tschudi einen Aufenthalt in Istanbul bei Hellmut Ritter (1892–1971) vermittelt, wo Meier in die Arbeit der Erschliessung islamischer Handschriften eingeführt wurde. Die Begegnung mit Ritter wurde entscheidend für seinen weiteren wissenschaftlichen Werdegang, und sie prägte seine strikt auf das philologische Fundament des Quellenstudiums gegründete Arbeitsmethode.
1937 reiste Fritz Meier ein erstes Mal nach Iran, wo er sich zu Forschungszwecken mehrere Monate lang aufhielt. 1941 folgte die Habilitation mit einer Studie über die persische Dichterin Mahsatī, zugleich eine richtungsweisende Untersuchung zur Entstehung und frühen Geschichte der poetischen Kurzform des Vierzeilers (Rubā‘ī) in der persischen Literatur. Die Habilitationsvorlesung "Vom Wesen der islamischen Mystik" (1942) galt wieder Meiers anderem hauptsächlichem Forschungsgebiet, dem Sufismus. 1946 wurde er zum ausserordentlichen Professor der Universität Basel ernannt, im gleichen Jahr folgte er einem Ruf an die Universität Alexandria (damals Farouk-Universität), wo er bis 1948 als "maître de conférences" Persisch unterrichtete. 1949 wurde Meier als Nachfolger seines Lehrers Rudolf Tschudi auf das Ordinariat für Orientalische Philologie nach Basel berufen, 1962 wurde das Ordinariat in einen gesetzlichen Lehrstuhl für "Islamwissenschaft unter besonderer Berücksichtigung der islamischen Religionsgeschichte und der persischen Literatur" umgewandelt. Dieses Fach vertrat Fritz Meier in Basel bis zu seiner Emeritierung 1982. Für seine Forschung wurde er vielfältig geehrt. Seit 1986 war er korrespondierendes Mitglied der Heidelberger Akademie der Wissenschaften. Die Universität Teheran und die Albert-Ludwigs-Universität Freiburg verliehen ihm die Ehrendoktorwürde, die Deutsche Morgenländische Gesellschaft ernannte ihn zum Ehrenmitglied.
Fritz Meier starb am 10. Juni 1998, seinem 86. Geburtstag. Sein wissenschaftlicher Nachlass wird in der Universitätsbibliothek Basel aufbewahrt.

## Schaffen
Den grössten Raum in Fritz Meiers Schaffen nehmen seine Untersuchungen zu den vielfältigen Formen der islamischen Mystik, des Sufismus, ein. Vier Monographien widmete er islamischen Mystikern des Mittelalters. Neben dem Ordensgründer Abū Isḥāq al-Kāzarūnī sind dies Naǧmaddīn al-Kubrā, dessen kühne Farbvisionen und Entrückungserlebnisse Meier durch Quellenstudien erschloss und in ihrem religionswissenschaftlichen Kontext deutete, der weltzugewandte Abū Saʿīd-i Abū l-Ḫayr, „der ähnlich wie Franz von Assisi das Frohsein in Gott zum Prinzip erhebt“, und Bahā-i Walad, der Vater Mawlānā-i Rūmīs, der in seinen Tagebuchnotizen „mit ungekannter Offenheit“ über seine seelischen Erfahrungen sprach. Nur Abū Saʿīd war bereits einmal monographisch behandelt worden, die anderen drei entdeckte Meier in ihrer Bedeutung für die islamische Religionsgeschichte. Ein weiteres Themenfeld, dem er sich schon in seiner Habilitationsvorlesung (1942) gewidmet hatte, und dessen Erforschung er in seinem letzten Buch, Zwei Abhandlungen über die Naqšbandiyya (1994), wiederaufnahm, war die sufische Initiation, das mystische Ordensleben sowie die Beziehung zwischen Meister und Jünger.
Zahlreiche Beiträge in wissenschaftlichen Zeitschriften und Sammelbänden dokumentieren Meiers vielfältige Forschungsinteressen. Das Spektrum reicht von einer Analyse des seiner Herkunft nach umstrittenen Namens der Jesiden (in der Festschrift für seinen Lehrer Rudolf Tschudi) bis hin zu Studien zur Frühgeschichte der Almoraviden, von der Entdeckung früher Zeugnisse einer arabischen Logopädie bis hin zur Untersuchung islamischer Schutzgebete gegen böse Geister (ǧinn) mit vergleichender Betrachtung des Betrufs der Sennen in den Schweizer Alpen (Alpsegen). Die persische Sprachforschung bereicherte Meier durch einen grundlegenden, auf umfassenden Quellenstudien beruhenden Beitrag über Aussprachefragen der neupersischen Sprache vor dem 13. Jahrhundert. Ein zentrales Forschungsthema seiner späten Jahre war die Verehrung des Propheten Mohammed. Die umfangreichen, von ihm gesammelten Materialien zur Segenssprechung (taṣliya) über Mohammed wurden 2002 aus dem Nachlass herausgegeben.

## Schriften (Auswahl)
- Vom Wesen der islamischen Mystik. Schwabe, Basel 1943.
- Die Vita des Scheich Abū Isḥāq al-Kāzarūnī in der persischen Bearbeitung von Maḥmūd b. ʿUṯmān (= Bibliotheca Islamica. Band 14). Brockhaus, Leipzig 1948 (Dissertation).
- Die Fawāʾiḥ al-ǧamāl wa-fawātiḥ al-ǧalāl des Naǧm ad-dīn al-Kubrā. Eine Darstellung mystischer Erfahrungen im Islam aus der Zeit um 1200 n. Chr. Steiner, Wiesbaden 1957.
- Die schöne Mahsatī. Ein Beitrag zur Geschichte des persischen Vierzeilers. Steiner, Wiesbaden 1963.
- Abū Saʿīd-i Abū l-Ḫayr (357-440/967-1049). Wirklichkeit und legende (= Acta Iranica. Band 11). E.J. Brill, Leiden 1976.
- Bahāʾ-i Walad. Grundzüge seines Lebens und seiner Mystik (= Acta Iranica. Band 27). E.J. Brill, Leiden 1989.
- Bausteine. Ausgewählte Aufsätze zur Islamwissenschaft. Hrsg. von Erika Glassen und Gudrun Schubert (= Beiruter Texte und Studien. Band 53a-c). Komm. Franz Steiner Verlag, Istanbul / Stuttgart, 1992.
- Zwei Abhandlungen über die Naqšbandiyya (= Beiruter Texte und Studien. Band 58). Komm. Franz Steiner Verlag, Istanbul / Stuttgart, 1994.
- Bemerkungen zur Mohammedverehrung. Hrsg. von Bernd Radtke und Gudrun Schubert (= Nachgelassene Schriften. Band 1). E.J. Brill, Leiden 2002.